# Piaggio P.IX
Il Piaggio Stella P.IX, in seguito semplicemente Piaggio P.IX, era un motore aeronautico radiale 9 cilindri raffreddato ad aria prodotto su licenza dall'azienda italiana Società Rinaldo Piaggio.
Il Piaggio P.IX, versione prodotta in Italia del francese Gnome-Rhône 9K Mistral, era stato rivisto a livello progettuale dall'ingegner Renzo Spolti, il quale ne trasse una serie di versioni.

## Versioni
P.IX R.
versione dotata di riduttore.
P.IX R.C.
versione dotata di riduttore e compressore
P.IX R.C.10
versione dotata di riduttore e compressore a due stadi con quota di ristabilimento a 1 000 m.
P.IX R.C.40
versione dotata di riduttore e compressore a due stadi con quota di ristabilimento a 4 000 m.

## Velivoli utilizzatori
Italia
- CANT Z.504
- CANT Z.506
- Caproni A.P.1
- Caproni Ca.132
- IMAM Ro.37
- Piaggio P.10bis
- Reggiane Re.2003
- Savoia-Marchetti S.M.81
- Savoia-Marchetti S.M.82